# Őrült, dilis, szerelem
Az Őrült, dilis, szerelem (eredeti cím: Crazy, Stupid, Love) 2011-ben bemutatott amerikai romantikus filmvígjáték, melyet Dan Fogelman forgatókönyve alapján John Requa és Glenn Ficarra rendezett. A főbb szerepekben Steve Carell, Ryan Gosling, Julianne Moore és Emma Stone látható.
A film főhőse egy középkorú családapa, Cal (Steve Carell), akinek élete fenekestül felfordul, miután megtudja, hogy felesége megcsalta. 
2011. július 29-én mutatták be a kanadai és az amerikai mozikban, míg a magyarországi premierre 2011. szeptember 1-jén került sor, az InterCom forgalmazásában. A film bevételi és kritikai szempontból is sikeres volt, Goslingot legjobb férfi főszereplő (zenés film vagy vígjáték) kategóriában Golden Globe-díjra jelölték.

## Cselekmény
Cal Weaver középkorú férfi, aki megtudja, hogy felesége Emily (Julianne Moore) megcsalta őt munkatársával, David Lindhagennel (Kevin Bacon) és válni akar tőle. Miután saját lakásba költözik, Cal egy éjszakai bárba kezd el eljárni, ahol spiccesen a pultnál ülve fennhangon panaszkodik magánéleti problémáiról, míg egy fiatal férfi, Jacob Palmer (Ryan Gosling) fel nem figyel rá. Jacob nőcsábász, aki minden este másik nőt visz az ágyába. A férfi megsajnálja Calt, és felajánlja neki, hogy megtanítja őt a nők felszedésének mesterségére. Megújult külsejének és Jacob technikáinak köszönhetően Cal elcsábítja Kate-t (Marisa Tomei), majd hamarosan más nőkkel is megismerkedik. Amikor gyermekük, Robbie (Jonah Bobo) magatartásbeli problémái miatt az iskolába hívatják Emilyt és Calt, kiderül, hogy Robbie tanára nem más, mint Kate, ami kínos pillanatokat okoz. Ezután Cal bevallja Emilynek, hogy több nővel is ágyba bújt. Emily ezen felháborodva randevúzni kezd munkatársával, Daviddel, akivel korábban már viszonya volt.
Eközben a jogi hallgató Hannah (Emma Stone) – aki a film elején visszautasította Jacobot – azt várja, hogy barátja, Richard (Josh Groban) végre megkérje a kezét, amikor a lány sikeres vizsgáit ünneplik egy társasággal, de ez nem történik meg, ami feldúlja Hannaht. A sértett Hannah a bárba siet, ahol korábban nemet mondott Jacob közeledésére és szenvedélyesen megcsókolja Jacobot. Visszatérnek Jacob házába, de egyéjszakás kaland helyett végigbeszélgetik az éjszakát és mély kötődés alakul ki közöttük. Jacob párkapcsolatot kezd Hannah-val, és eközben egyre inkább kerülni kezdi Calt.
Robbie mindeközben hasztalanul próbálja meghódítani tizenhét éves bébiszitterét, Jessica Rileyt (Aneleigh Tipton), aki titokban viszont Calba szerelmes. Osztálytársa, Madison (Julianna Guill) tanácsára Jessica meztelen fotókat készít magáról, hogy elküldje őket Calnek. Jacob újból felkeresi Calt és párkapcsolati tanácsot kér, miközben Cal is úgy dönt, visszahódítja volt feleségét. Jessica anyja, Claire (Beth Littleford) egy Calnek címzett borítékban megtalálja lánya pikáns fotóit, és megmutatja őket férjének, Bernie-nek (John Carroll Lynch). Bernie azonnal Weaverék házához siet, hogy kérdőre vonja Calt a fotókról. Cal gyerekeivel együtt meglepetésből egy minigolfpályát épít Emilynek, hogy emlékeztesse őt első randevújukra. A családi összejövetelen Jacob és Hannah is megjelenik, aki valójában Cal elsőszülött lánya. Cal – ismerve a férfi szoknyavadász előéletét – megtiltja Jacobnak, hogy találkozzon a lányával. Ebben a pillanatban Bernie is megjelenik és Calre támad. Jessica is megérkezik és elmondja apjának, hogy Cal még csak nem is tudott a képekről. Ezután David is felbukkan Emily nála felejtett pulóverével; Cal, Jacob, David és Bernie összeverekszik egymással, majd a csetepaténak a kiérkező rendőrök vetnek véget. Cal ismét a bárban kezdi el múlatni az időt, ahol Jacob meglátogatja őt, beismerve neki, hogy szerelmes Hannah-ba. Cal azonban hallani sem akar erről és nem fogadja el kapcsolatukat.
Robbie a nyolcadik osztályos ballagásán pesszimista hangvételű beszédet mond, melyben arról beszél a közönségnek, hogy többé nem képes hinni az igaz szerelemben és a lelki társak létezésében. Cal félbeszakítja és a közönség előtt bevallja volt feleségének, hogy habár nem tudja, működni fog-e a kapcsolatuk a jövőben, mégsem hajlandó soha lemondani róla. Az ünnepély után Cal áldását adja Jacob és Hannah kapcsolatára, Jessica pedig Robbie-nak ajándékozza az önmagáról készített intim fényképeket.

## Szereplők
| Szerep          | Színész            | Magyar hang     |
| --------------- | ------------------ | --------------- |
| Cal Weaver      | Steve Carell       | Kassai Károly   |
| Jacob Palmer    | Ryan Gosling       | Zámbori Soma    |
| Emily Weaver    | Julianne Moore     | Kováts Adél     |
| Hannah          | Emma Stone         | Peller Anna     |
| Kate            | Marisa Tomei       | Györgyi Anna    |
| David Lindhagen | Kevin Bacon        | Csankó Zoltán   |
| Bernie Riley    | John Carroll Lynch | Papp János      |
| Richard         | Josh Groban        | Szatory Dávid   |
| Jessica         | Analeigh Tipton    | Földes Eszter   |
| Robbie Weaver   | Jonah Bobo         | Morvay Bence    |
| Molly Weaver    | Joey King          | Károlyi Lili    |
| Claire Riley    | Beth Littleford    | Bertalan Ágnes  |
| Madison         | Julianna Guill     | Csuha Borbála   |
| Liz             | Liza Lapira        | Németh Kriszta  |
| Amy Johnson     | Crystal Reed       | Sánta Annamária |
| Cal főnöke      | Dan Butler         | Péter Richárd   |

## Fordítás
- Ez a szócikk részben vagy egészben  a   Crazy, Stupid, Love című angol Wikipédia-szócikk fordításán alapul.  Az eredeti cikk szerkesztőit annak laptörténete sorolja fel. Ez a jelzés csupán a megfogalmazás eredetét és a szerzői jogokat jelzi, nem szolgál a cikkben szereplő információk forrásmegjelöléseként.